# Quality Control (album de Jurassic 5)
Albums de Jurassic 5
Jurassic 5
(1998) Power in Numbers
(2002)
Quality Control est le deuxième album studio de Jurassic 5, sorti le 20 juin 2000.
L'album s'est classé 18e au Top Internet Albums, 33e au Top R&B/Hip-Hop Albums et 43e au Billboard 200.

## Liste des titres
| 1.  | How We Get Along                      | Licking Stick de James Brown | 1:14 |
| 2.  | The Influence                         | Five O'Clock Whistle de Glenn Miller featuring Marion Hutton Some Minor Changes des Hi-Lo's Double Trouble at the Amphitheatre de Double Trouble | 3:56 |
| 3.  | Great Expectations                    | Shop Around de Neil Merryweather et Lynn Carey The Great Escape de Larry Coryell | 3:37 |
| 4.  | Quality Intro                         | Remember Me de Trinikas | 0:31 |
| 5.  | Quality Control                       | If You Don't Know Me by Now d'Harold Melvin & the Blue Notes Outro de Blowfly One Less Dick de Blowfly Girls I Got 'Em Locked de Super Lover Cee & Casanova Rud                                                                                             | 4:48 |
| 6.  | Contact                               | (Do The) Push and Pull de Rufus Thomas Sweet Songs de Sarah Webster Fabio | 1:15 |
| 7.  | Lausd                                 | I Just Want to Make Love to You de Cold Blood Hurt So Bad de Nancy Wilson Movin' on Up (Theme From the Jeffersons) de Ja'net DuBois Concrete Schoolyard de Jurassic 5                                                                                       | 4:07 |
| 8.  | World of Entertainment (W.O.E. Is Me) | Bio Rhythm No. 3 de Thomas Clausen On the Bugged Tip de Big Daddy Kane | 3:57 |
| 9.  | Monkey Bars                           | Number 5 des Kids Somebody's Watching You de Rufus et Chaka Khan | 4:06 |
| 10. | Jurass Finish First                   | Flip de Shelly Manne | 4:35 |
| 11. | Contribution                          | | 3:45 |
| 12. | Twelve                                | | 4:25 |
| 13. | The Game                              | Soul Man de Denis Bryant Basketball Throwdown de The Cold Crush Brothers and The Fantastic Five | 4:34 |
| 14. | Improvise                             | | 3:28 |
| 15. | Swing Set                             | Big Noise From Winnetka de Sandy Nelson Soul Bossa Nova de Bernard Purdie Tuck's Theme de Bill Deal & the Rhondels The Swing Era de Time Life Records Fire Eater de Rusty Bryant Shout de Lloyd Williams Self Destruction de The Stop the Violence Movement | 5:18 |

| 1.  | How We Get Along (Intro)              |                                    | 1:14 |
| 2.  | The Influence                         |                                    | 3:56 |
| 3.  | Great Expectations                    |                                    | 3:37 |
| 4.  | Quality Control Intro                 |                                    | 0:31 |
| 5.  | Quality Control                       |                                    | 4:48 |
| 6.  | Contact                               |                                    | 1:15 |
| 7.  | Lausd                                 |                                    | 4:07 |
| 8.  | World of Entertainment (W.O.E. Is Me) |                                    | 3:57 |
| 9.  | Monkey Bars                           |                                    | 4:06 |
| 10. | Jurass Finish First                   |                                    | 4:35 |
| 11. | Contribution                          |                                    | 3:45 |
| 12. | Twelve                                |                                    | 4:25 |
| 13. | The Game                              |                                    | 4:34 |
| 14. | Concrete And Clay                     | Music Man (Part I) de Pleasure Web | 4:36 |
| 15. | Swing Set                             |                                    | 5:18 |